# Ambient techno
Ambient techno of intelligent techno is een muziekgenre dat voortkomt uit ambient house.
Ambient techno verbindt de ruimtelijke structuren uit ambient met de melodieën en ritmes van techno (niet noodzakelijkerwijs 4x4) of ambient house, maar is minimalistischer en minder melodieus dan dat. 
Een belangrijk voorbeeld is  Selected Ambient Works 85-92 van Aphex Twin. Veel ambienttechnoplaten werden uitgebracht door Warp Records.

## Artiesten
- Aphex Twin
- Autechre
- B12
- Biosphere
- the Black Dog
- Higher Intelligence Agency
- Loscil
- The Orb
- µ-Ziq